# Marta María Barbero Catanesi
Marta María Barbero Catanesi (La Plata, el 27 de mayo de 1951 - detenida desaparecida el 6 de diciembre de 1977 en Buenos Aires) fue una estudiante de física de la Universidad Nacional de La Plata, desaparecida durante la dictadura cívico militar argentina. 

## Biografía
Marta María Barbero Catanesi nació el 27 de mayo de 1951 en La Plata. Realizó sus estudios secundarios en el Bachillerato de Bellas Artes de la UNLP. Ingresó a la carrera de Física en el año 1970 en la UNLP, bajo el legajo Nº 7094. Según consta en su legajo estudiantil, continuó sus estudios cursando materias de la carrera hasta tercer año. Luego continuó sus estudios en la carrera de Psicología de la misma casa de estudios. Trabajaba como Profesora de Música y desde el año 1974 a marzo de 1976 fue trabajadora Nodocente en la Presidencia de la UNLP.

## Militancia, secuestro y desaparición
Barbero Catanesi militaba en el Partido Comunista Marxista Leninista (PCML). Con la intensificación de la represión y tras sufrir varios allanamientos, junto a su esposo Mario Alberto Depino, graduado de la Facultad de Ingeniería de la UNLP, dejó La Plata para residir primero en Mar del Plata y luego en Capital Federal, domiciliándose en Zuviría 438 -5to "B". Fue secuestrada el 6 de diciembre de 1977 en su domicilio de Capital Federal junto a su esposo y el hijo de ambos, Guillermo Depino, y compañera de militancia, quien fuera su Stella Maris Pereiro. El niño fue llevado a una comisaría, luego a la Casa Cuna y posteriormente recuperado por sus abuelos. El secuestro se produjo en el marco del denominado "Operativo Escoba", que exterminó a la organización política a la que pertenecían. Fue vista en los Centros clandestinos de Detención conocido como "Club Atlético" y “El Banco”. Por su desaparición fueron condenados los imputados en la causa denominada "Jefes de Área" en el año 2009 y en “ABO3” en el año 2017. Continúa desaparecida.

## Reconocimientos
Su legajo correspondiente a la Facultad de Psicología fue reparado y entregado a su familia en 2018, mientras que su legajo de la Facultad de Ciencias Exactas fue uno de los 39 documentos reparados en 2025 en  el marco del  Programa de Reparación, digitalización y preservación de legajos de estudiantes, graduados y trabajadores de la Universidad Nacional de La Plata víctimas del terrorismo de Estado, que lleva adelante la Dirección de Políticas de Memoria y Reparación histórica de la Secretaría de Derechos Humanos y Políticas de Igualdad. 